# Czarni (film)
Czarni (chorw. Crnci) – chorwacki dramat wojenny z 2009 roku w reżyserii Gorana Devicia i Zvonimira Juricia. Film został wyselekcjonowany jako chorwacki kandydat do nagrody Amerykańskiej Akademii Filmowej dla najlepszego filmu nieanglojęzycznego, ale nie uzyskał nominacji.

## Opis fabuły
W czasie wojny chorwacko-serbskiej, trzech żołnierzy armii chorwackiej otrzymuje rozkaz wysadzenia zapory wodnej. W trakcie wykonywania rozkazu zostają ranni na polu minowym, gdzie umierają. Ich wołania o pomoc emituje serbska rozgłośnia radiowa, a dowódca chorwackiego oddziału decyduje się wysłać kolejnych żołnierzy na pomoc rannym.
Akcja filmu toczy się głównie w starych, zaniedbanych budynkach koszarowych, pełnych żołnierzy w czarnych mundurach. Zdjęcia kręcono w Osijeku.

## Obsada
- Ivo Gregurević jako Ivo
- Krešimir Mikić jako Barišić
- Franjo Dijak jako Franjo
- Rakan Rushaidat jako Darko
- Nikša Butijer jako Saran
- Emir Hadžihafizbegović jako Lega
- Stjepan Pete jako File
- Saša Anočić jako Vozač

## Nagrody
- 2009: Międzynarodowy Festiwal Filmowy w Lublanie
  - nagroda Kingfisher
- 2009: Festiwal Filmowy w Puli
  - nagroda dla reżysera
  - nagroda za dźwięk
  - nagroda za najlepszą rolę drugoplanową (Nikša Butijer)